# Пикси (фильм)
«Пикси» (англ. Pixie) — художественный фильм режиссёра Барнаби Томпсона. В фильме снимались Оливия Кук, Бен Харди и Алек Болдуин.
Премьера фильма в Великобритании состоялась 23 октября 2020 года.

## Сюжет
Пикси, падчерица гангстера Дермота О’Брайена, живет в маленьком городке на западе Ирландии. Однако у девушки, наделённой в равной мере умом и красотой, большие планы. Она хочет покинуть сонное ирландское гнёздышко и начать новую жизнь в Сан-Франциско, чтобы изучать искусство. Используя информацию, которой она владеет как падчерица Дермота, Пикси ловко начинает манипулировать влюблёнными в неё парнями для совершения задуманного. Но поскольку все идёт не так, как планировалось, Пикси отправляется в безумное путешествие с Фрэнком и Харландом, во время которого они пытаются продать наркотики.

## В ролях
- Оливия Кук — Пикси О’Брайен
- Бен Харди — Фрэнк
- Дэрил Маккормак — Харланд
- Колм Мини — Дермот О’Брайен
- Дилан Моран — потенциальный покупатель
- Оливия Бирн — Саммер О’Брайен
- Алек Болдуин — отец Гектор Макграт
- Себастьян де Соуза — Гарет

## Премьера
Компания Paramount Pictures выпустила фильм в прокат в Великобритании 23 октября 2020 года.

### Критика
На сайте Rotten Tomatoes фильм имеет рейтинг 75 %, основанный на 52 обзорах, со средней оценкой 6.3/10. По мнению критиков сайта, «Фильм бессовестно заимствует из множества подобных триллеров об ограблениях; к счастью, талантливая игра Оливии Кук делает фильм отличным средством для времяпровождения». Кэт Кларк, в рецензии для Guardian, описывает тон фильма как «„Отец Тед“ — встречает Тарантино» с примесью «Феррис Бьюллер берёт выходной» и «Залечь на дно в Брюгге». В фильме есть и забавные идеи, например, что именно священники отвечают за наркобизнес в регионе. Оливия Кук великолепна в роли Пикси, хотя Кларк сомневается, что имя её персонажа следует понимать как расплату с клише «Маниакальная девушка-мечта» в голливудских фильмах, которое оправдывает существование женских персонажей только тем, что они помогают мужчинам меняться и развиваться. В отличие от такого представления о персонаже, Пикси в сценарии Томпсона предстает как женщина, пытающаяся получить всё, что может, и, следовательно, как аморальный и эгоистичный свободный дух.